# Rachelle Ferrell

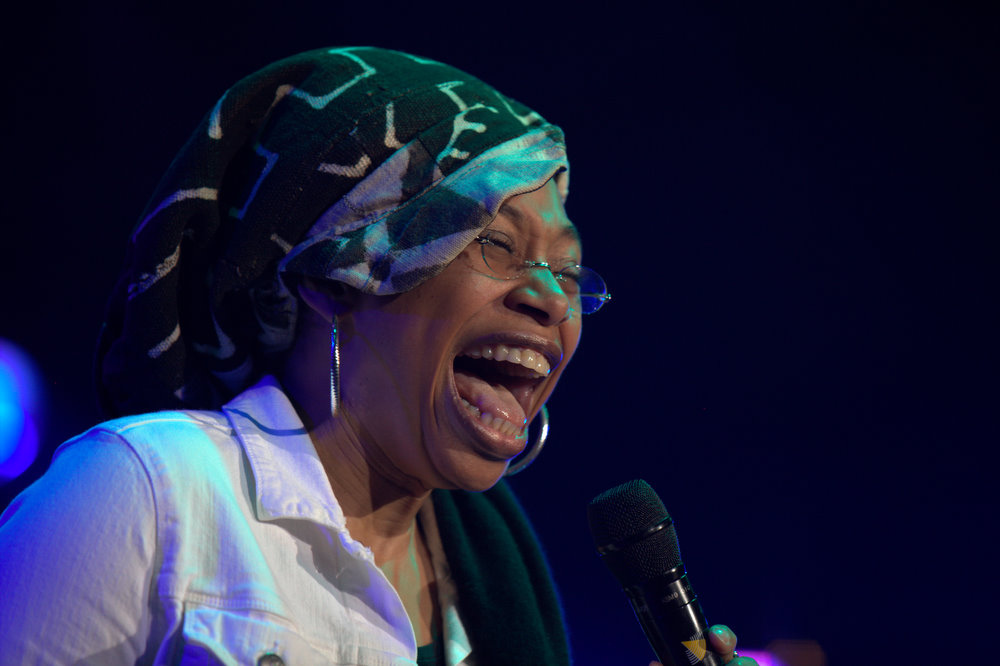
Rachelle Ferrell, 2011

Rachelle Ferrell (* 1961 in Berwyn, Pennsylvania) ist eine US-amerikanische Musikerin afroamerikanischer Abstammung. Obwohl sie auch Erfolg als R&B-, Pop- und Gospelsängerin hatte, ist sie am meisten für ihre Jazzlieder bekannt.

## Leben und Wirken
Ferrell begann zu singen, als sie sechs Jahre alt war. Sie erhielt klassischen Unterricht auf Violine und Klavier; bereits als Teenager trat sie mit beiden Instrumenten sowie als Sängerin professionell auf. Sie meldete sich beim Berklee College of Music in Boston an, wo sie ihre musikalischen Fähigkeiten im Arrangement, Gesang und Liederschreiben verfeinerte.
Ihr erstes Album First Instrument (1990) erschien nur in Japan. Ferrells gleichnamiges Album von 1992 wurde durch Capitol Records herausgebracht. Sie hat auch Jazzalben bei Blue Note Records vorgelegt. Ferrell ist bekannt für ihren Stimmumfang und für ihre Fähigkeit, im Pfeifregister singen zu können.

## Diskografie

### Alben
| Jahr | Titel                        | Höchstplatzierung, Gesamtwochen, AuszeichnungChartplatzierungen (Jahr, Titel, Platzierungen, Wochen, Auszeichnungen, Anmerkungen) | Höchstplatzierung, Gesamtwochen, AuszeichnungChartplatzierungen (Jahr, Titel, Platzierungen, Wochen, Auszeichnungen, Anmerkungen) | Höchstplatzierung, Gesamtwochen, AuszeichnungChartplatzierungen (Jahr, Titel, Platzierungen, Wochen, Auszeichnungen, Anmerkungen) | Anmerkungen |
| Jahr | Titel                        | US | R&B | Jazz | Anmerkungen |
| ---- | ---------------------------- | --- | --- | --- | ----------- |
| 1992 | Rachelle Ferrell             | US161 Gold · (8 Wo.)US | R&B25 (124 Wo.)R&B | — |             |
| 1995 | First Instrument             | US151 (8 Wo.)US | — | Jazz3 (47 Wo.)Jazz |             |
| 2000 | Individuality (Can I Be Me?) | US71 (9 Wo.)US | R&B16 (29 Wo.)R&B | Jazz1 (48 Wo.)Jazz |             |
| 2002 | Live in Montreux 91–97       | — | — | Jazz26 (10 Wo.)Jazz |             |

Weitere Alben
- 1990: Somethin’ Else

### Singles
| Jahr | Titel Album                                      | Höchstplatzierung, Gesamtwochen, AuszeichnungChartsChartplatzierungen (Jahr, Titel, Album, Platzierungen, Wochen, Auszeichnungen, Anmerkungen) | Anmerkungen      |
| Jahr | Titel Album                                      | R&B | Anmerkungen      |
| ---- | ------------------------------------------------ | --- | ---------------- |
| 1992 | Til You Come Back to Me Rachelle Ferrell         | R&B19 (14 Wo.)R&B |                  |
| 1993 | Welcome To My Love Rachelle Ferrell              | R&B42 (16 Wo.)R&B |                  |
| 1994 | Nothing Has Ever Felt Like This Rachelle Ferrell | R&B72 (10 Wo.)R&B | mit Will Downing |
| 1995 | With Open Arms Rachelle Ferrell                  | R&B68 (20 Wo.)R&B |                  |

Weitere Singles
- 2000: Satisfied
- 2001: I Forgive You